# IFOR

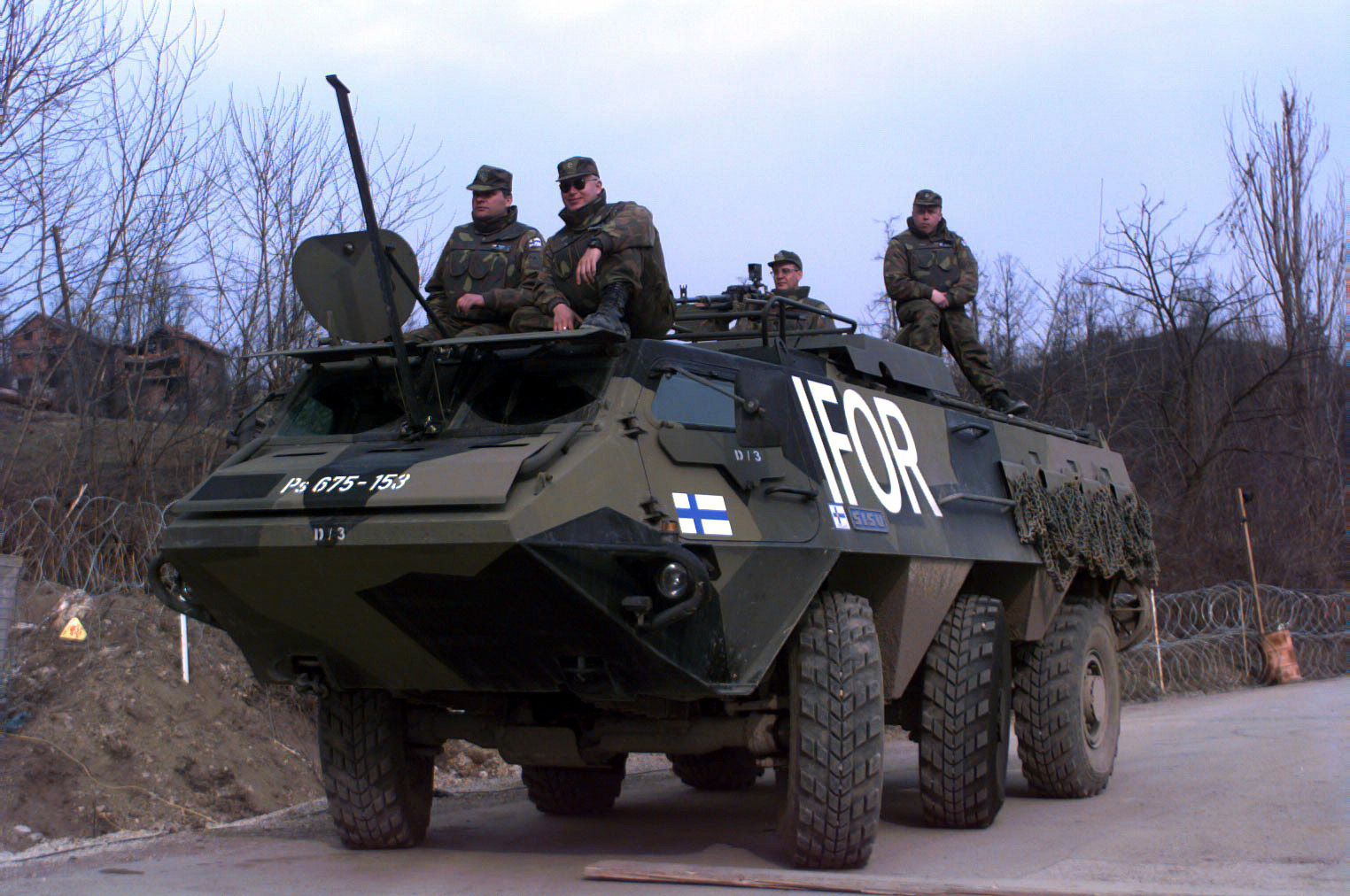
Soldats finesos protegint l'àrea de trobades de la Comissió Civil Mixta, el març de 1996.

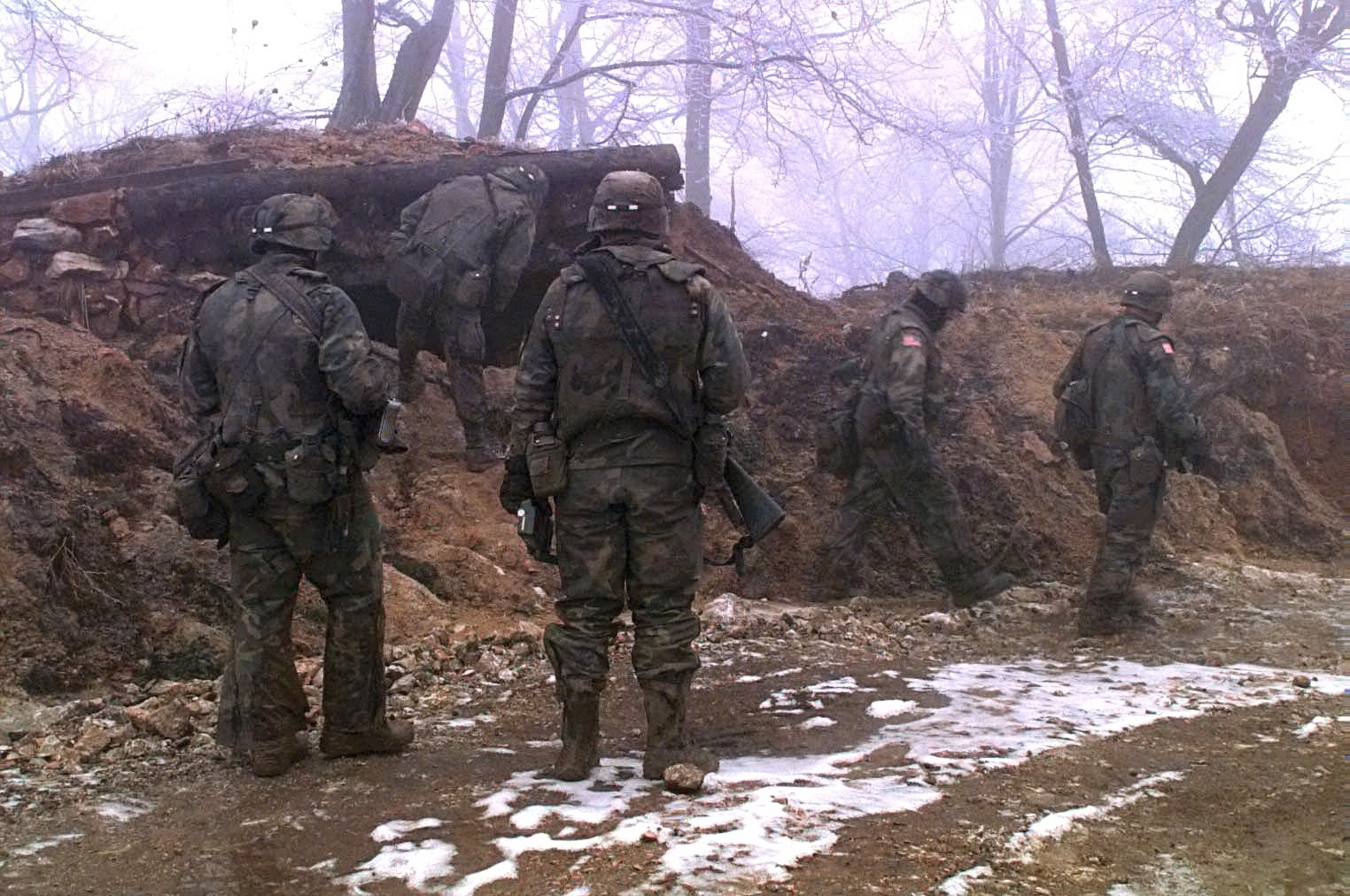
Soldats nord-americans de l'IFOR inspeccionen un búnquer serbi durant l'Operació Esforç Conjunt.

La Força d'Implementació (en anglès: Implementation Force, més coneguda pel seu acrònim IFOR) fou una força multinacional de l'OTAN a Bòsnia i Hercegovina en virtut d'un any de mandat, del 20 de desembre de 1995 al 20 de desembre de 1996, sota el codi Operació Conjunta Endeavour per aplicar els annexos militars de l'Acord Marc General de Pau (GFAP) a Bòsnia i Hercegovina, després d'haver pres el relleu de l'UNPROFOR.
Els Acords de Dayton o GFAP, firmats a París el 14 de desembre de 1995, van ser el resultat d'una llarga sèrie d'esdeveniments. En particular, els fracassos dels plans de pau oferts abans i durant la guerra de Bòsnia, l'Operació Tempesta dels croats l'agost de 1995 i les seves seqüeles, les atrocitats sèrbies de Bòsnia, en particular la matança de Srebrenica, i la utilització de forces de pau d'UNPROFOR com a escuts humans contra l'Operació Força Deliberada de l'OTAN.
L'almirall Leighton Smith, Comandant en Cap de les Forces Aliades del Sud d'Europa (CINCSOUTH) va actuar com a Comandant de la Força Conjunta per a l'operació. Va dirigir l'operació des de la caserna general a Zagreb i, posteriorment, des de març de 1996 des de Sarajevo. El general Michael Walker, comandant de l'ARRC (Cos de Reacció Ràpida del comandament Aliat), va actuar com a Comandant del component terrestre de l'Operació, dirigint-la des de la caserna general de Kiseljak, i des de gener de 1996 des d'Ilidza. Aquest va ser el primer desplegament de forces de terra de l'OTAN. El component terrestre de l'operació va ser conegut com a Operation Joint Endeavour (Operació Esforç Conjunt).
El 21 de desembre de 1996 la tasca de l'IFOR va ser assumida per la SFOR.
En aquell moment, IFOR havia mobilitzat tropes de 32 països, amb unes 54.000 unitats al país (Bòsnia i Hercegovina) i al voltant de 80.000 soldats en total (amb el suport i la reserva de les tropes estacionades a Croàcia, Hongria, Alemanya, Itàlia, i també als vaixells al mar Adriàtic). En les fases inicials de l'operació, gran part de la composició inicial de l'IFOR va consistir a canviar les banderes de les unitats de l'operació UNPROFOR.
Les tasques del component terrestre es van dur a terme per tres divisions plurinacionals: 
- Mostar (SE) - Comandament francès.
- Banja Luka (SO) - Comandament britànic.
- Tuzla (N) - Comandament americà.